# Гаультерия лежачая
Гаультерия лежачая (лат. Gaultheria procumbens) — растение семейства Вересковые, вид рода Гаультерия, произрастающее в лесах Северной Америки и культивируемое в других регионах мира.

## Биологическое описание
Небольшой вечнозелёный кустарник высотой 10-15 см. Листья овальные или эллиптические 2-5 см длиной и 1-2 см шириной, с характерным запахом. Цветки белые колоколообразные длиной до 5 мм. Плод — ярко-красная ягода, 6-9 мм диаметром.

## Сырьё
После ферментации из целого растения получается до 1,5% эфирного масла.

## Химический состав
Эфирное масло на 90-99% состоит из метилсалицилата. Листья растения содержат арбутин (до 4%) и дубильные вещества (до 6%).

## Использование
Эфирное масло, в форме мазей, применяется наружно при остром суставном ревматизме. Оно также обладает сильным ингибиторным действием на спонтанные опухоли.